# Taphozous achates
Taphozous achates е вид бозайник от семейство Emballonuridae.

## Разпространение
Видът е разпространен в Източен Тимор и Индонезия.